# Musculus niger
Musculus niger är en musselart som först beskrevs av John Edward Gray 1824.  Musculus niger ingår i släktet Musculus och familjen blåmusslor. Enligt den svenska rödlistan är arten sårbar i Sverige. Arten förekommer i Götaland. Artens livsmiljö är havet. Inga underarter finns listade i Catalogue of Life.